# Total Film
Total Film — британский киножурнал, издаваемый 13 раз в год издательством Future Publishing. Выходит ежемесячно, летний выпуск (июль-август) выходит, начиная с выпуска 91 за 2004 год. Журнал был запущен в 1997 году и предлагает новости кино, DVD и Blu-ray, обзоры и статьи. Total Film доступен как в печатной, так и в интерактивной версиях для iPad.
В 2014 году в сети было объявлено, что Total Film объединится с GamesRadar+.

## Функции
Каждый месяц Total Film предлагает ряд материалов, от интервью с актёрами и режиссёрами до обзоров создания и съёмок новых и будущих релизов. Каждый выпуск включает «Total Film Interview», который представляет собой шестистраничный подробный разговор с актёром или режиссёром, а также критику их работы.

## Зарубежные издания
Лицензионные местные версии Total Film выпускаются во многих странах, включая Турцию, Россию, Сербию, Хорватию, Индонезию и многие другие.

## Присутствие в Интернете
Интернет-присутствие Total Film включает веб-сайт, форум и цифровое издание, а также страницы в Facebook, Twitter и Tumblr. Существует также приложение Total Film для iPhone.

## На iPad
Total Film доступен в интерактивной версии для iPad с апреля 2012 года. Читатели могут взаимодействовать со страницами, смотреть трейлеры и сделанные на заказ видеоролики с фотосессий, а также ссылаться на покупку DVD в iTunes.
Приложение Total Film для iPad получило премию Digital Magazine Awards 2012 как лучший киножурнал года. Судьи сказали: «Полно специфических для планшетов функций, отличного контента и интерактивности. Это отличное чтение, максимально использующее цифровой формат, фантастический цифровой журнал».